# 肖恩·多諾萬
肖恩·L·S·多诺万（英語：Shaun L.S. Donovan，1966年1月24日—），前美国住房及城市发展部长，第44任美國總統巴拉克·奥巴马第一任内阁閣员之一。

## 簡介
在擔任部长之前，他任纽约市房屋发展部部长。
奥巴马在2008年12月13日出席广播节目时，宣布打算任命多诺万。
2010年1月，歐巴馬總統率領閣員到國會發表国情咨文期間，肖恩·多諾萬被指定為指定倖存者（Designated survivor）在一處秘密安全地點待命，以便在聚集在眾議院會議廳中的總統、副總統以及其他的官員面臨災難時，能按照美國總統繼任順序繼任總統職位。